# Tuggen
Tuggen é uma comuna da Suíça, no Cantão Schwyz, com cerca de 2.691 habitantes. Estende-se por uma área de 13,6 km², de densidade populacional de 198 hab/km². Confina com as seguintes comunas: Benken (SG), Jona (SG), Schmerikon (SG), Schübelbach, Uznach (SG), Wangen.
A língua oficial nesta comuna é o Alemão.